# Роберт Епстајн
Роберт Епстајн (рођен 19. јуна 1953.) је амерички психолог, професор, писац и новинар. Докторирао је 1981. године психологију на Харварду , био је главни уредник Психологија данас и имао је позиције на неколико универзитета, укључујући Бостонски универзитет, Калифорнијски универзитет, Сан Дијего и Харвардски универзитет.Такође је оснивач и почасни директор Кембриџ центра за студије понашања у Конкорду, Масачусетс. 2012. године основао је Амерички институт за истраживање понашања и технологије (АИБРТ), непрофитну организацију која води истраживање како би промовисала добробит и функционисање људи широм света.
Епстајн је био коментатор за Национални јавни радио Маркетплес, Глас Америке и Дизни Онлајн. Његови популарни писани су се појавили у Reader's Digest, The Washington Post, The Sunday Times (Лондон), Good Housekeeping, The New York Times, Parenting и другим часописима и новинама. Епстајн је позната личност у свету психологије. Овјавио је више од 350 чланака и 15 књига. Његове тестове компетенције користило је више од милион људи годишње на интернету.